# Dacus bombastus
Dacus bombastus är en tvåvingeart som beskrevs av Erich Martin Hering 1941. Dacus bombastus ingår i släktet Dacus och familjen borrflugor.
Artens utbredningsområde är Kenya. Inga underarter finns listade i Catalogue of Life.